# David Beatty
David Richard Beatty, 1. hrabia Beatty GCB, OM, GCVO, DSO (ur. 17 stycznia 1871 w Nantwich, zm. 11 marca 1936 w Londynie) – brytyjski admirał, uczestnik I wojny światowej, dowódca Eskadry (1913–1915), po reorganizacji – Floty Krążowników Liniowych (1915–1916), dowódca Grand Fleet (1916–1918), Pierwszy Lord Morski (1919–1927).

## Życiorys
Urodził się w Nantwich w hrabstwie Cheshire w Anglii w rodzinie o tradycjach wojskowych, był synem kapitana kawalerii Davida Longfielda Beatty i jego żony Katherine. Służbę w Royal Navy rozpoczął w 1884 roku, wstępując do Royal Navy College w Dartmouth. Od 1886 roku służył w randze midszypmena na okręcie flagowym Floty Śródziemnomorskiej HMS „Alexandra”. W 1890 roku został awansowany do stopnia podporucznika. W latach 1897–1899 brał udział w kampanii w Sudanie, wysłanej w celu stłumienia powstania Mahdiego, jako zastępca dowódcy flotylli kanonierek operujących na Nilu. Dowodzący brytyjską ekspedycją lord Kitchener przedstawił go do odznaczenia Distinguished Service Order i awansu na stopień komandora porucznika.
W 1900 roku David Beatty odznaczył się podczas tłumienia powstania bokserów w Chinach. W czerwcu, podczas zdobywania Tiencinu, będąc zastępcą dowódcy pancernika HMS „Barfleur” został ranny w ramię. W listopadzie tego roku został promowany na stopień komandora, mając zaledwie 29 lat, przy przeciętnym wieku dla tego awansu wynoszącym w Royal Navy ponad 40 lat. W 1901 roku ożenił się z Ethel Tree, córką amerykańskiego biznesmena Marshalla Fielda, która dla niego rozwiodła się ze swym pierwszym mężem.
W 1910 roku David Beatty awansował do stopnia kontradmirała, jako najmłodszy spośród brytyjskich admirałów od czasów Nelsona (poza członkami rodziny królewskiej). Szybko rozwijająca się kariera uległa zachwianiu, gdy Beatty odmówił objęcia stanowiska zastępcy dowódcy Floty Atlantyckiej, przedkładając stacjonowanie w bazach w Wielkiej Brytanii nad pobyt w Gibraltarze. Na początku 1912 roku został jednak sekretarzem nowego Pierwszego Lorda Admiralicji, Winstona Churchilla, który pamiętał go z czasów kampanii sudańskiej.
W 1913 roku David Beatty został dowódcą 1. Eskadry Krążowników Liniowych (1st Battlecruiser Squadron) i na tym stanowisku zastał go wybuch I wojny światowej. W tym czasie został kawalerem Orderu Łaźni. Dowodząc swoją eskadrą w składzie Grand Fleet wziął zwycięski udział w bitwie koło Helgolandu w 1914 roku i bitwie na Dogger Bank w styczniu 1915 roku. W następnym miesiącu, w wyniku reorganizacji, objął dowództwo Floty Krążowników Liniowych (Battle Cruiser Fleet) w składzie Grand Fleet. W sierpniu 1915 roku awansował do stopnia wiceadmirała.
Admirał Beatty dowodził Flotą Krążowników Liniowych w bitwie jutlandzkiej w dniach 31 maja i 1 czerwca 1916 roku, tracąc w starciu z niemieckimi okrętami tej klasy, dowodzonymi przez kontradmirała Hippera, trzy spośród swoich jednostek (dwie z nich, HMS „Indefatigable” i HMS „Queen Mary”, znajdowały się pod jego bezpośrednim dowództwem, trzecia, HMS „Invincible” wchodziła w skład zespołu kontradmirała Horacego Hooda).
W listopadzie 1916 roku, po objęciu przez dotychczasowego dowódcę Grand Fleet, admirała Johna Jellicoe, stanowiska Pierwszego Lorda Morskiego Admiralicji, David Beatty przejął jego obowiązki. Dowodził Grand Fleet do jej rozwiązania w 1919 roku, awansując do stopnia admirała. W listopadzie 1918 roku, na czele okrętów brytyjskich, amerykańskich i francuskich, przyjmował płynącą na internowanie Hochseeflotte. 1 maja 1919 roku został admirałem floty, zaś 27 września tegoż roku został mu nadany tytuł szlachecki: 1st Earl Beatty, Baron Beatty of the North Sea and Brooksby.
W latach 1919–1927 David Beatty pełnił obowiązki Pierwszego Lorda Morskiego, współtworząc między innymi traktat waszyngtoński w 1922 roku. Po odejściu ze służby brał czynny udział w życiu politycznym, uczestnicząc w obradach Izby Lordów. Zmarł w Londynie 11 marca 1936 roku i został pochowany w katedrze św. Pawła.

## Odznaczenia
- Krzyż Wielki Orderu Łaźni (1917, Wielka Brytania)
- Krzyż Komandorski z Gwiazdą Orderu Łaźni (1914, Wielka Brytania)
- Krzyż Komandorski Orderu Łaźni (1911, Wielka Brytania)
- Order Zasługi (1919, Wielka Brytania)
- Krzyż Wielki Orderu Wiktoriańskiego (1917, Wielka Brytania)
- Krzyż Komandorski Orderu Wiktoriańskiego (1915, Wielka Brytania)
- Krzyż Kawalerski Orderu Wiktoriańskiego (1905, Wielka Brytania)
- Order Wybitnej Służby (1896, Wielka Brytania)
- Krzyż Wielki Orderu Legii Honorowej (1919, Francja)
- Wielki Oficer Orderu Legii Honorowej (1916, Francja)
- Krzyż Wojenny (1919, Francja)
- Krzyż Wielki Orderu Zbawiciela (1919. Grecja)
- Order św. Jerzego IV klasy (1916, Imperium Rosyjskie)
- Krzyż Wielki Orderu Gwiazdy Rumunii (1919, Rumunia)
- Medal Marynarki Wojennej za Wybitną Służbę (USA)